# أوسكار ماريون
أوسكار ماريون (بالألمانية: Oskar Marion) هو منتج أفلام وممثل نمساوي، ولد في 2 أبريل 1894 ببرنو في التشيك، وتوفي في 1 مارس 1986 بميونخ في ألمانيا.

## وصلات خارجية
- أوسكار ماريون على موقع IMDb (الإنجليزية)
- أوسكار ماريون على موقع ألو سيني (الفرنسية)
- أوسكار ماريون على موقع أول موفي (الإنجليزية)
- أوسكار ماريون على موقع قاعدة بيانات الأفلام السويدية (السويدية)
- أوسكار ماريون على موقع قاعدة بيانات الفيلم (الإنجليزية)
- أوسكار ماريون على موقع كينوبويسك (الروسية)